# کوژلی (ناحیه هاولیتشکوف برود)
کوژلی (به چکی: Kožlí) یک منطقهٔ مسکونی در جمهوری چک است که در ناحیه هاولیتشکوف برود واقع شده‌است. کوژلی ۱۴٫۲۸ کیلومتر مربع مساحت و ۷۴۰ نفر جمعیت دارد و ۴۴۶ متر بالاتر از سطح دریا واقع شده‌است.